# فرودگاه بین‌المللی منستیر – حبیب بورقیبه
فرودگاه بین‌المللی منستیر – حبیب بورقیبه (به انگلیسی: Monastir – Habib Bourguiba International Airport) (به زبان بومی: Aéroport International de Monastir – Habib Bourguiba) یک فرودگاه همگانی مسافربری با کد یاتا MIR است که یک باند فرود آسفالت دارد و طول باند آن ۲۹۰۳ متر است. این فرودگاه در کشور تونس قرار دارد و در ارتفاع ۳ متری از سطح دریا واقع شده‌است.

## شرکت‌های هواپیمایی و مقصدهای پروازی
| شرکت‌های هواپیمایی                          | مقصدهای پروازی |
| ------------------------------------------ | --- |
| Azur Air                                   | چارتر فصلی: خرابوروفو، دوموده‌دوو، استریگینو, روستوف-نا-دونو |
| براوو ایرویز                               | چارتر فصلی: خارکوف، کیف ژولیانی، لیو دانیلو هالیتسکی، زاپروژیا |
| انتر ایر                                   | فصلی: کاتوویتس، وروتسواف کوپرنیکوس |
| هواپیمایی لیبی                             | میتیگا |
| لوت پولیش ایرلاینز                         | چارتر فصلی: شوپن ورشو |
| نوردویند ایرلاینز                          | چارتر فصلی: بلگورود |
| نوول‌ایر                                    | نیس کوت دازور، شارل دوگل پاریس، مارسی فصلی: اوریو آل سریو، لیون-سینت اگزوپری (آغاز از ۲۱ ژوئن ۲۰۱۷) چارتر: بلوونی گوگلیلمو مارکونی، ایگناسی یان پادرفسکی بیدگوشچ، هلسینکی، کاتوویتس، گاردرموئن اسلو، استکهلم-آرلاندا، وروتسواف کوپرنیکوس |
| اسمارت‌وینگز اجرا توسط تراول سرویس ایرلاینز | فصلی: پراگ رازیون |
| ترانساویا.کام                              | فصلی: اسخیپول آمستردام |
| ترنسویا فرانس                              | لیون-سینت اگزوپری، اورلی فصلی: نانت آتلانتیک |
| تراول سرویس ایرلاینز                       | چارتر فصلی: پراگ رازیون |
| تراول سرویس                                | چارتر فصلی: ام. آر. استفانیک، کوشیتسه |
| تونس ایر                                   | بروکسل، لیون-سینت اگزوپری، مارسی پروانس، نیس کوت دازور، اورلی فصلی: ژنو، شرمتیوو، پالکوو چارتر: بوردو–مریگناک، بوداپست فرنک لیست، لیوبلیانا، لیون-سینت اگزوپری، نانت آتلانتیک، اورلی                                                     |
| ایکس‌ال ایرویز فرانسه                       | لیل |
| Thomas Cook Airlines                       | چارتر: گاتویک، منچستر |